# نهر موسكوا
نهر موسكوا هو نهر يتدفق بطول 257 كيلومتر (160 ميل) عبر شمال كولومبيا البريطانية، كندا. وهو رافد رئيسي لنهر فورت نيلسون - وأحد أجزاء نهر ماكنزي. ينبع النهر من بحيرة فيرن في ممر بيدوكس في جبال روكي الكندية الشمالية. ومن هناك، يتدفق النهر عمومًا شرقًا، ثم شمالًا، ثم شرقًا مرة أخرى ليلتقي بنهر فورت نيلسون قرب بلدة فورت نيلسون مباشرةً. يتدفق النهر عبر مسافة تقدر بحوالي 1,100 متر (3,600 قدم)، حيث ينحدر من سفوح جبال الروكي عبر الغابات شبه الألبية والشمالية ليتعرج عبر الغابة وأشجار المسك في سهول نهر ليارد الشاسعة. من المصب إلى منبع النهر، تشمل الروافد البارزة نهر النبي، ونهر توتشودي وجاتو كريك. يقع الجزء العلوي من هذا النهر البري وحوضه الشمالي في حديقة الجبال الروكية الشمالية الإقليمية، والتي تعد جزءًا من منطقة إدارة مسكوا-كيشيكا الأكبر. المنطقة هي وجهة شعبية للترفيه في البرية. 

## الروابط الخارجية
- موقع بي سي باركس